# Awtomobilnyj Zawod AGR

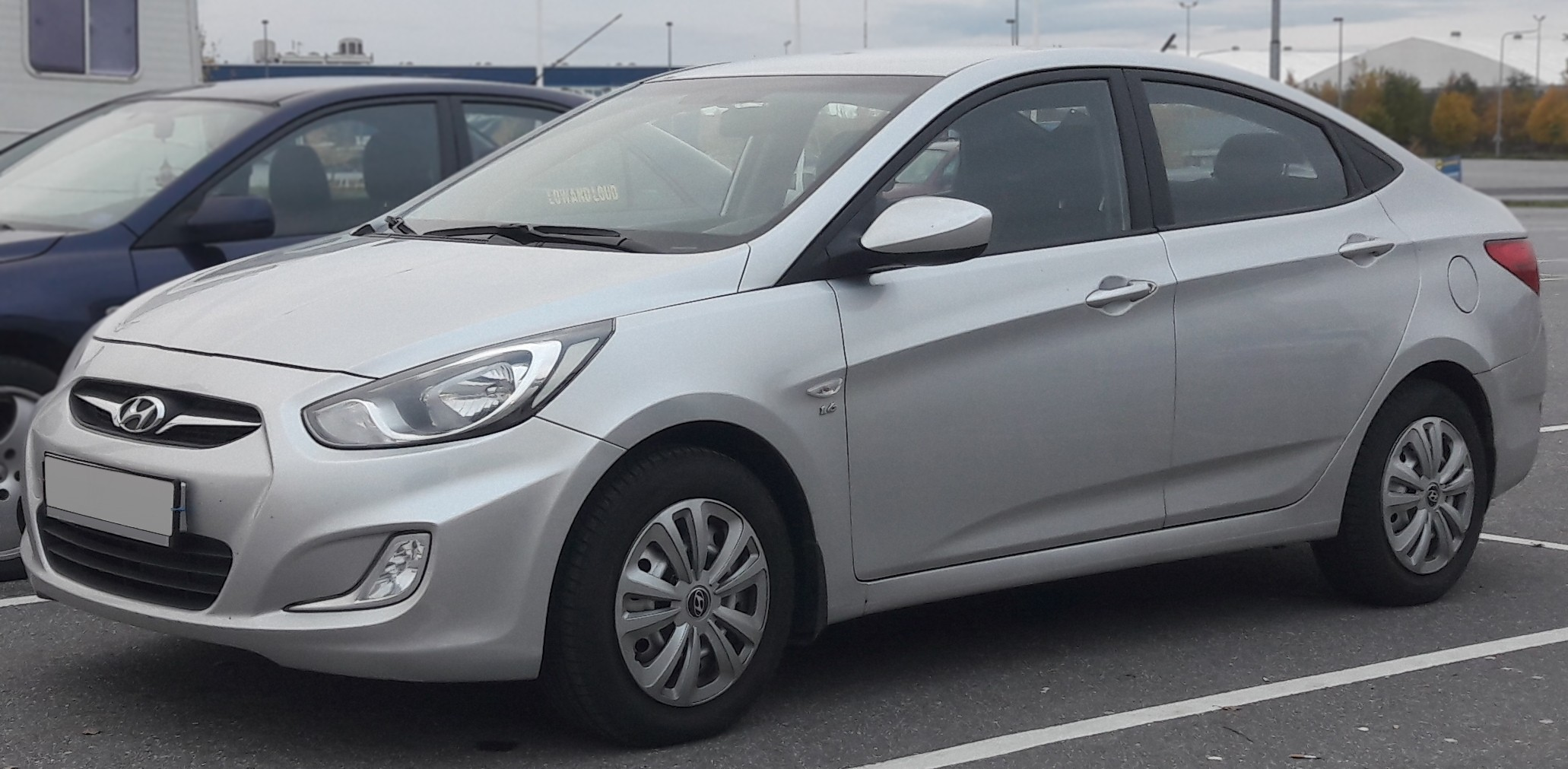
Hyundai Solaris (2011)

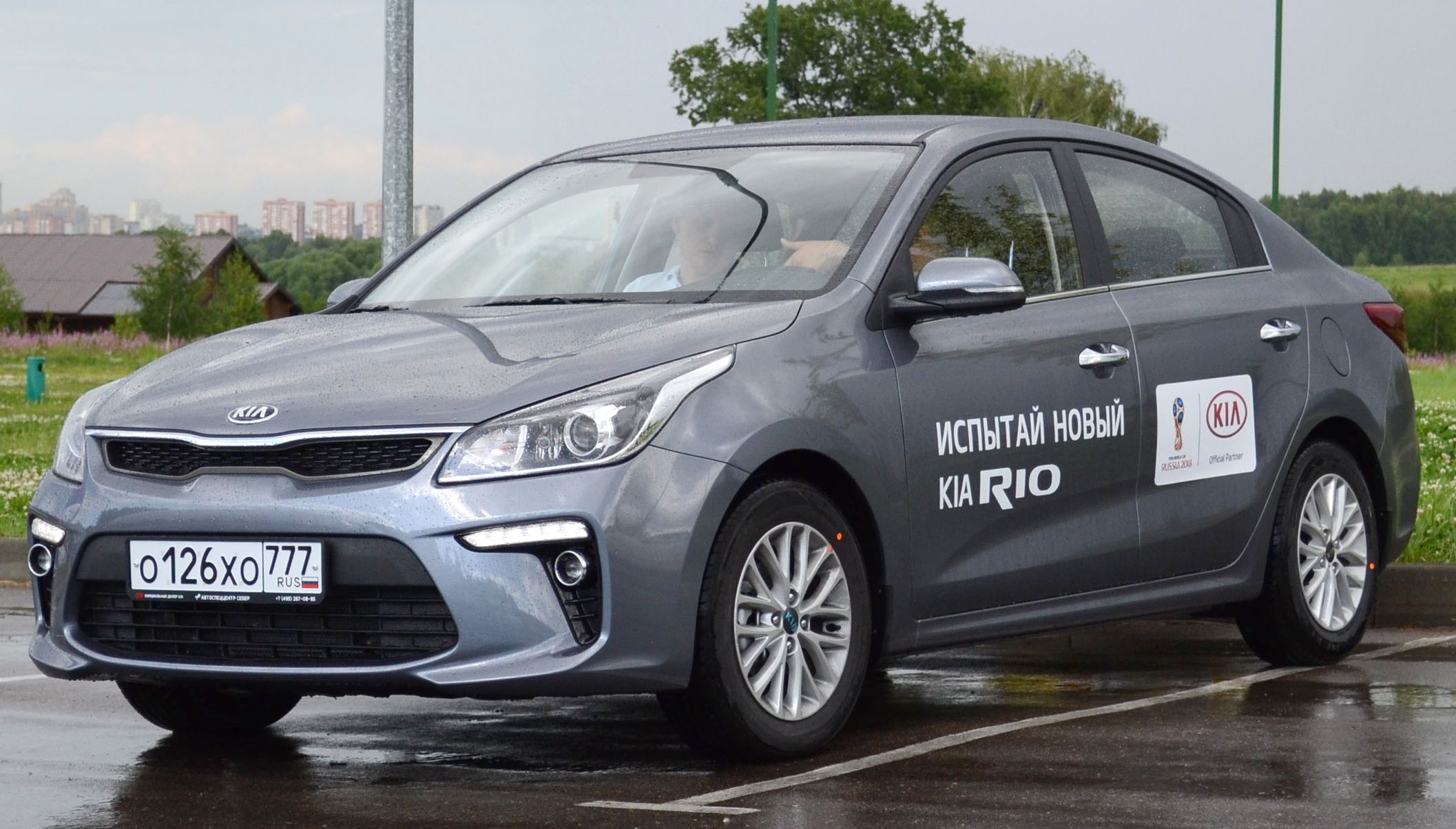
Kia Rio (2017)

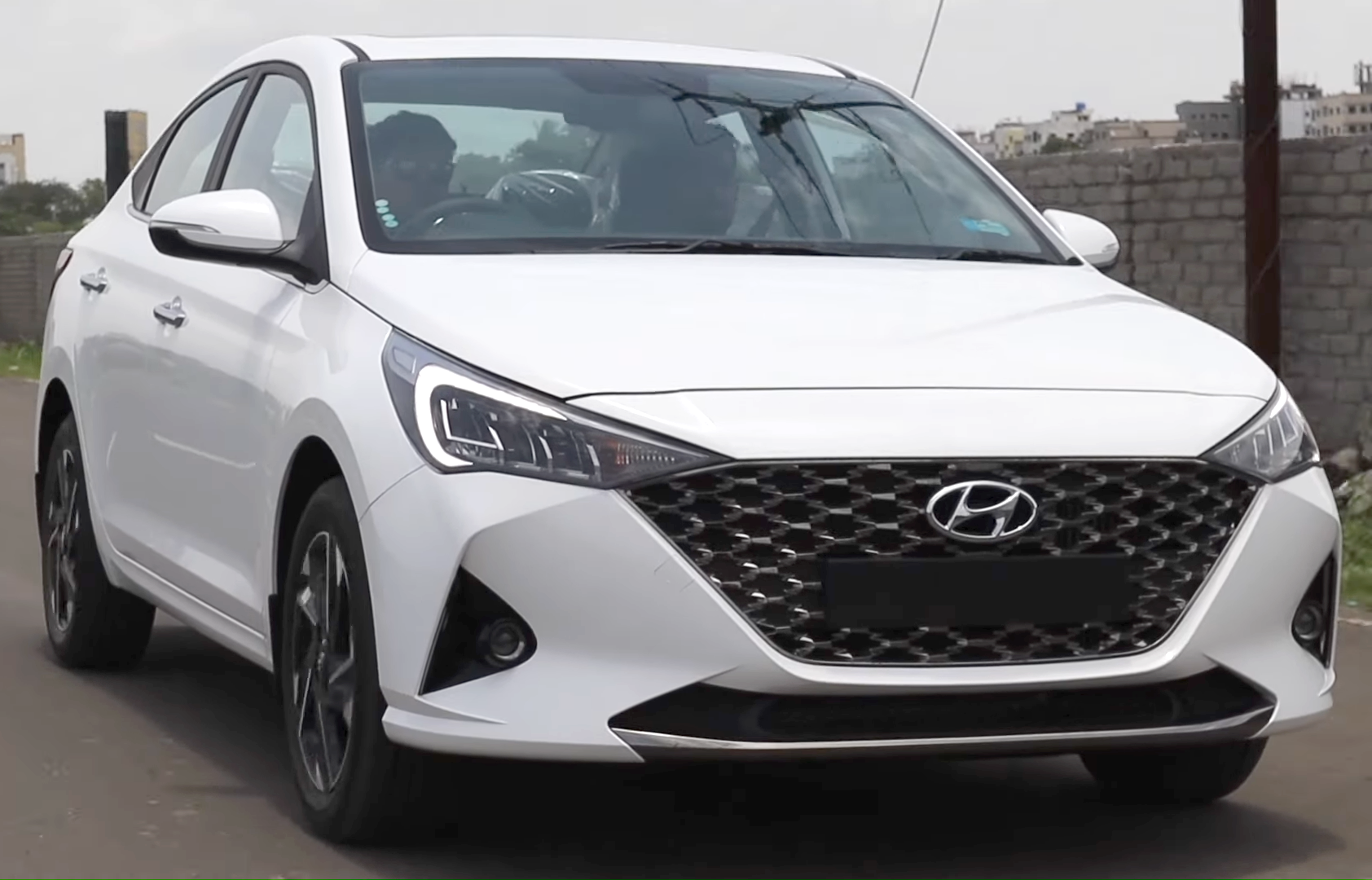
Solaris HS (2024)

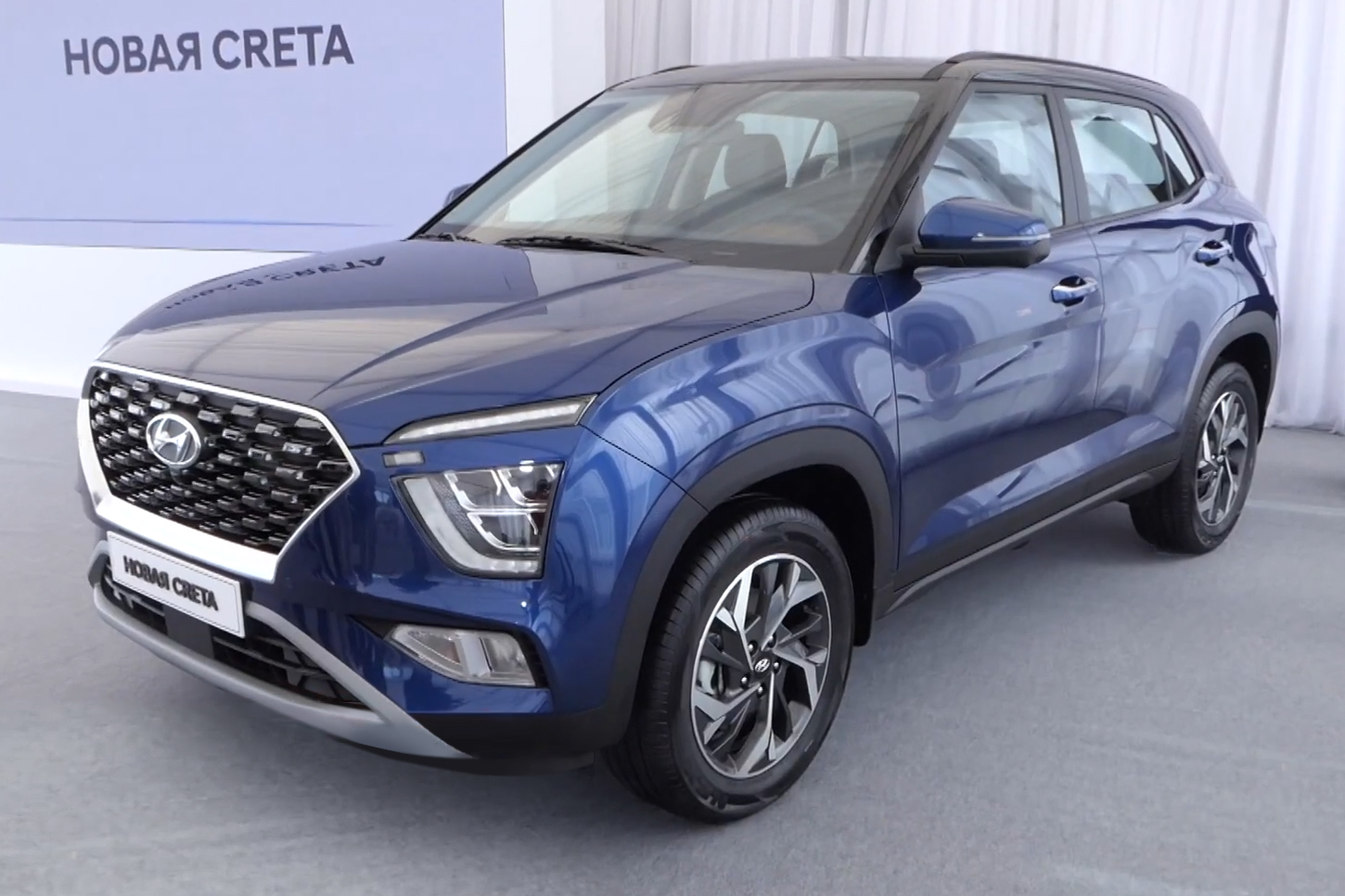
Solaris HC (2024)

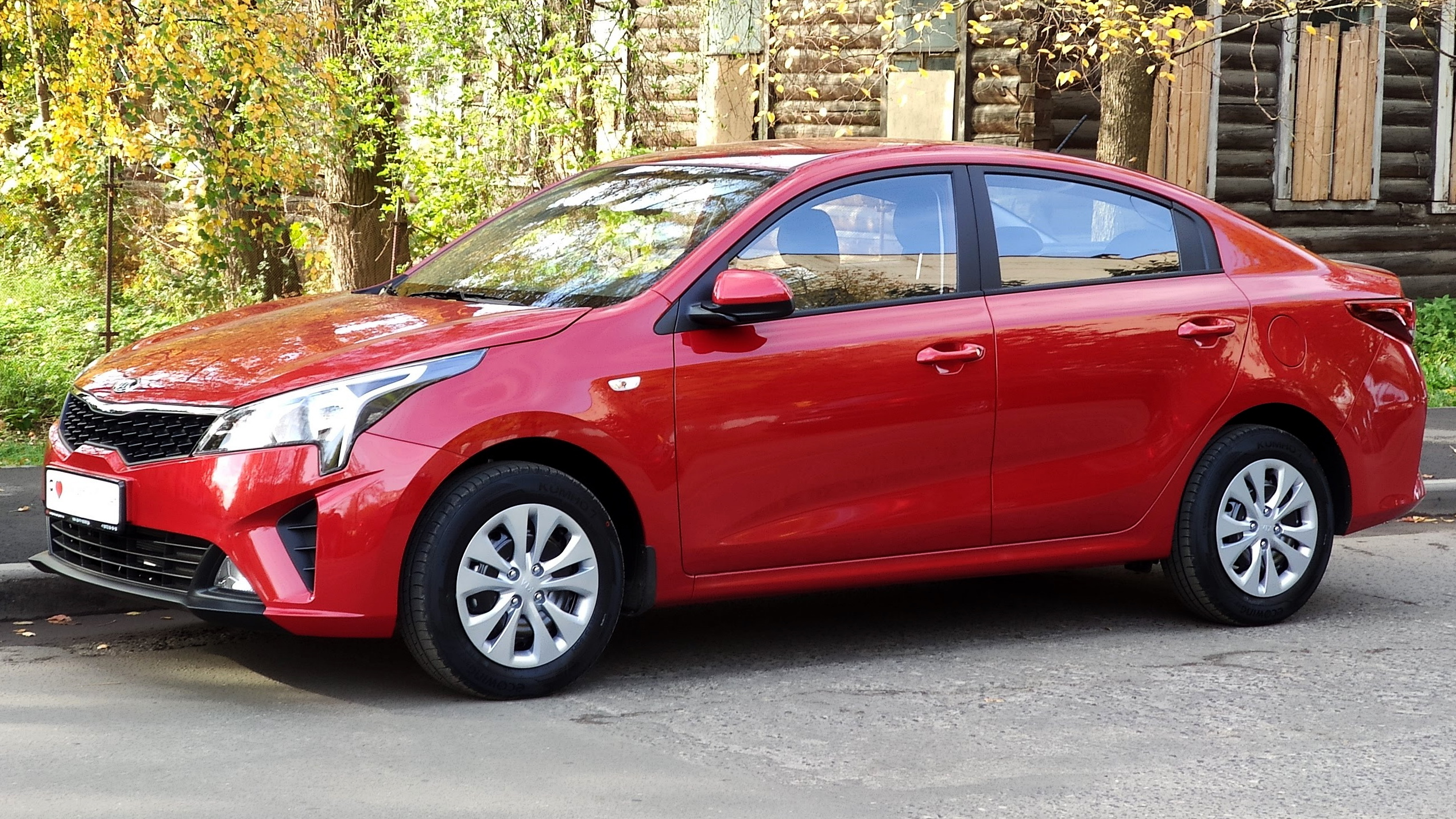
Solaris KRS (2024)

Awtomobilnyj Zawod AGR (ros. Автомобильный завод АГР) – rosyjski producent samochodów osobowych, z siedzibą w Petersburgu, działający od 2008 roku. Należy do rosyjskiego holdingu AGR Automotive Group i oferuje samochody pod marką Solaris.

## Historia

### Hyundai Motor Manufacturing Rus
Pod koniec lutego 2008 roku południowokoreański koncern Hyundai Motor Group ogłosił oficjalne rozpoczęcie działalności produkcyjnej w Rosji, inaugurując 4 miesiące później budowę zakładów pod Petersburgiem. We wrześniu 2010 roku fabryka rozpoczęła przedprodukcję swojego pierwszego samochodu, subkompaktowego sedana Hyundai Solaris będącego lokalną wariacją globalnego modelu Accent. Masowa produkcja modelu ruszyła w lutym 2011 roku, w maju tego samego roku poszerzając moce produkcyjne także o bliźniaczy model Kia Rio. W 2016 roku portfolio wytwarzanych w Petersburgu samochodów poszerzono o trzeci model, crossovera Hyundai Creta. W tym samym roku ruszyła produkcja kolejnej generacji Hyundaia Solarisa, a w kolejnym – Kii Rio.
Pierwszy i główny produkt petersburskiej fabryki Hyundaia, Solaris, odniósł w Rosji duży sukces rynkowy. Pomiędzy 2016 a 2022, rok w rok był to najchętniej kupowany nowy samochód w tym kraju, cieszący się zainteresowaniem klientów prywatnych, flotowych czy firm car-sharingowych. Kolejnym ważnym krokiem w przywiązaniu się do perspektywicznego rosyjskiego rynku było otwarcie we wrześniu 2021 roku nowej fabryki silników, poszerzając swój kompleks w Petersburgu o drugi zakład.
W następstwie rosyjskiej inwazji na Ukrainę w lutym 2022 roku i międzynarodowych sankcji nałożonych na rosyjski przemysł, europejskie, japońskie i południowokoreańskie firmy motoryzacyjne zdecydowały się opuścić ten rynek i pospiesznie wygasić prowadzoną tam działalność. Te, które wytwarzały w tym kraju samochody, przy wycofaniu się z Rosji zmuszone były sprzedać swoje obiekty wraz ze znajdującym się tam mieniem oraz komponentami lokalnym przedsiębiorstwom o prywatnym lub państwowym kapitale. Hyundai Motor Manufacturing Rus w ten sposób sprzedał swoje zakłady rosyjskiemu holdingowi AGR Automotive Group za symboliczną kwotę 10 tysięcy rubli, finalizują tę transakcję półtora roku po uprzednim zamrożeniu działalności w marcu 2022 roku. We wrześniu 2023 roku Hyundai Motor Manufacturing Rus po 15 latach ogłosiło zakończenie działalności.

### Solaris
Pozostawione w petersburskiej fabryce komponenty, gdzie do marca 2022 roku wytwarzano modele Hyundai Solaris i Hyundai Creta oraz Kia Rio i Kia Rio X, pozwoliły nowym właścicielom przygotować się do wznowienia produkcji samochodów. W styczniu 2024 roku zarządzający kompleksem w Petersburgu holding AGR Automotive Group, dwa lata po przerwaniu działalności, ogłosił inaugurację marki Solaris, nawiązującej do najpopularniejszego modelu Hyundaia dotychczas tu wytwarzanego, korzystając z dużej rozpoznawalności tej nazwy. Pomimo braku licencji ze strony Hyundaia, zdecydowano się wznowić produkcję wszystkich czterech modeli pod nową, wspólną marką, bez zmian wizualnych. Produkcja rozpoczęła się w marcu 2024 roku, według deklaracji mogąc odtąd zbudować do 70 tysięcy samochodów korzystając z pozostawionych przez Koreańczyków elementów. 20 tysięcy z nich będzie jednak wymagało znalezienia partnera dostarczającego podzespoły elektroniczne.

## Modele samochodów

### Obecnie produkowane

#### Samochody osobowe
- HS
- KRS

#### SUV-y i Crossovery
- HC
- KRX

### Historyczne
- Hyundai Solaris (2011–2022)
- Kia Rio (2011–2022)
- Hyundai Creta (2016–2022)
- Kia Rio X (2017–2022)